# Aulhat-Saint-Privat

Aulhat-Saint-Privat este o comună în departamentul Puy-de-Dôme, Franța. În 1 ianuarie 2018 avea o populație de 476 de locuitori.